# Ču-chaj
Ču-chaj (čínsky 珠海) je město a městská prefektura v Čínské lidové republice. Leží na jižním pobřeží provincie Kuang-tung v deltě Perlové řeky. Sousedí na severozápadě s Ťiang-menem, na severu s Čung-šanem a na jihu s Macaem. Od roku 2018 je město spojeno s Hongkongem a Macaem 55 km dlouhým mostem Hongkong–Ču-chaj–Macao trasovaným přes deltu řeky.

## Ekonomika
Prefektura Ču-chaj byla jednou z čínských speciálních ekonomických zón ustavených v osmdesátých letech dvacátého století. Dnes se jedná v rámci Číny o jeden z turisticky vyhledávaných regionů.

## Sport
Od roku 2015 město hostí profesionální ženský turnaj v tenise WTA Elite Trophy, který představuje jednu ze dvou závěrečných událostí sezóny.

## Administrativní členění
Městská prefektura Ču-chaj se člení na tři celky okresní úrovně, všechny jsou městské obvody.
| Siang-čou Tou-men Ťin-wan |        |                       |                    |                                  |
| Název                     | Název  | Počet obyvatel (2020) | Rozloha km² (2020) | Hustota zalidnění (obyv. na km²) |
| český přepis              | znaky  | Počet obyvatel (2020) | Rozloha km² (2020) | Hustota zalidnění (obyv. na km²) |
| Městské obvody            |        |                       |                    |                                  |
| Siang-čou                 | 香洲区 | 1 384 317             | 551                | 2 513                            |
| Tou-men                   | 斗门区 | 608 899               | 614                | 992                              |
| Ťin-wan                   | 金湾区 | 446 369               | 560                | 798                              |
|                           |        |                       |                    |                                  |
| Celkem                    | Celkem | 2 439 585             | 1 724              | 1 425                            |

## Partnerská města
- Atami, Japonsko
- Braunschweig, Německo (1. červenec 2011)
- Castelo Branco, Portugalsko
- Gold Coast, Austrálie (2012)
- Južno-Sachalinsk, Rusko (2022)
- Kupang, Indonésie
- Redwood City, USA (18. duben 1988)
- Rio Branco, Brazílie
- Surrey, Kanada (8. červenec 1987)
- Suwon, Jižní Korea
- Žukovskij, Rusko